# Como cualquier poeta
Como cualquier poeta es un álbum de estudio del cantante salvadoreño Álvaro Torres. Se lanzó  en suelo estadounidense tras salir de Guatemala y que compilase sus primeros éxitos de sus primeras cinco producciones y fuera de Estados Unidos.

## Lista de temas
1. Como cualquier poeta
2. Algo especial
3. Yo te quiero hacer feliz
4. Acaríciame
5. Deja que mi corazón te ame
6. Hoy no te vi
7. Luna del Xelajú
8. Soy, yo soy
9. ¿Y esto es vida?
10. Enamorado
11. Te quiero
12. Deseos
13. Minerva
14. Aléjate de mi
15. Comerciante del amor
16. Ella
17. Para olvidarme de ti
18. Ángel de ternura

- Datos: Q5779546